# Ардазишвили, Рати
Рати Ардазишвили (груз. რატი არდაზიშვილი; род. 27 января 1998, Мцхета) — грузинский футболист, полузащитник клуба «Самтредиа».

## Клубная карьера
Футбольную карьеру начал в 2014 году в составе клуба «Локомотив» Тбилиси.
В начале 2020 года перешёл в украинский клуб «Рух» Львов.
В начале 2021 года перешёл в грузинский клуб «Телави».
В начале 2022 года подписал контракт с казахстанским клубом «Каспий».
В начале 2023 года стал игроком казахстанского клуба «Жетысу».

## Карьера в сборной
16 ноября 2018 года дебютировал за молодёжную сборную Грузии, в матче против молодёжной сборной Украины (3:3).

## Клубная статистика
| Игровая карьера | Игровая карьера | Игровая карьера | Лига | Лига | Кубок | Кубок | Межд. | Межд. | Др. | Др. |
| --------------- | --------------- | --------------- | ---- | ---- | ----- | ----- | ----- | ----- | --- | --- |
| 2019/20         | Рух             | Б               | 3    | 0    | —     | —     | —     | —     | —   | —   |
| 2021/22         | Рух             | А               | —    | —    | —     | —     | —     | —     | —   | —   |
| 2021            | Телави          | A               | 23   | 1    | 1     | 0     | —     | —     | —   | —   |
| 2022            | Каспий          | A               | 21   | 0    | 3     | 0     | —     | —     | —   | —   |
| 2023            | Жетысу          | A               | 15   | 2    | 1     | 0     | —     | —     | —   | —   |